# 仇頗解
仇頗解（きゅうはかい、朝鮮語: 구파해）は、百済に帰化した南沃沮人。

## 人物
25年10月、仇頗解は20余世帯を連れて斧壤（江原道平康郡)で百済に帰化を願い出た。百済王・温祚は、これを受け入れ、仇頗解集団を漢山に定住させた。
百済は建国当初より、周辺諸国・諸民族と激しく争ってきた。この過程で多くの周辺諸国・諸民族が百済に帰化した。仇頗解のように、自発的に帰化した例もあるが、大多数は軍事占領の過程で、あるいは戦争捕虜として百済に吸収された。